# Fabian Bom
Fabian Bom är en svensk filmfigur som på spelades av Nils Poppe. Handlingen i de olika filmerna har inte med varandra att göra - bara huvudpersonens namn och karaktärsdrag är desamma.

## Filmer med Fabian Bom i huvudrollen
- 1948 – Soldat Bom
- 1949 – Pappa Bom
- 1951 – Tull-Bom
- 1952 – Flyg-Bom
- 1953 – Dum-Bom
- 1958 – Flottans överman
- 1959 – Bara en kypare